# Лайнус Полінг
Ла́йнус Карл По́лінг (англ. Linus Carl Pauling; 28 лютого 1901 — 19 серпня 1994) — американський квантовий хімік і біохімік, також відомий своїми дослідженнями в кристалографії, молекулярній біології та медицині.

## Життєпис

### Ранні роки

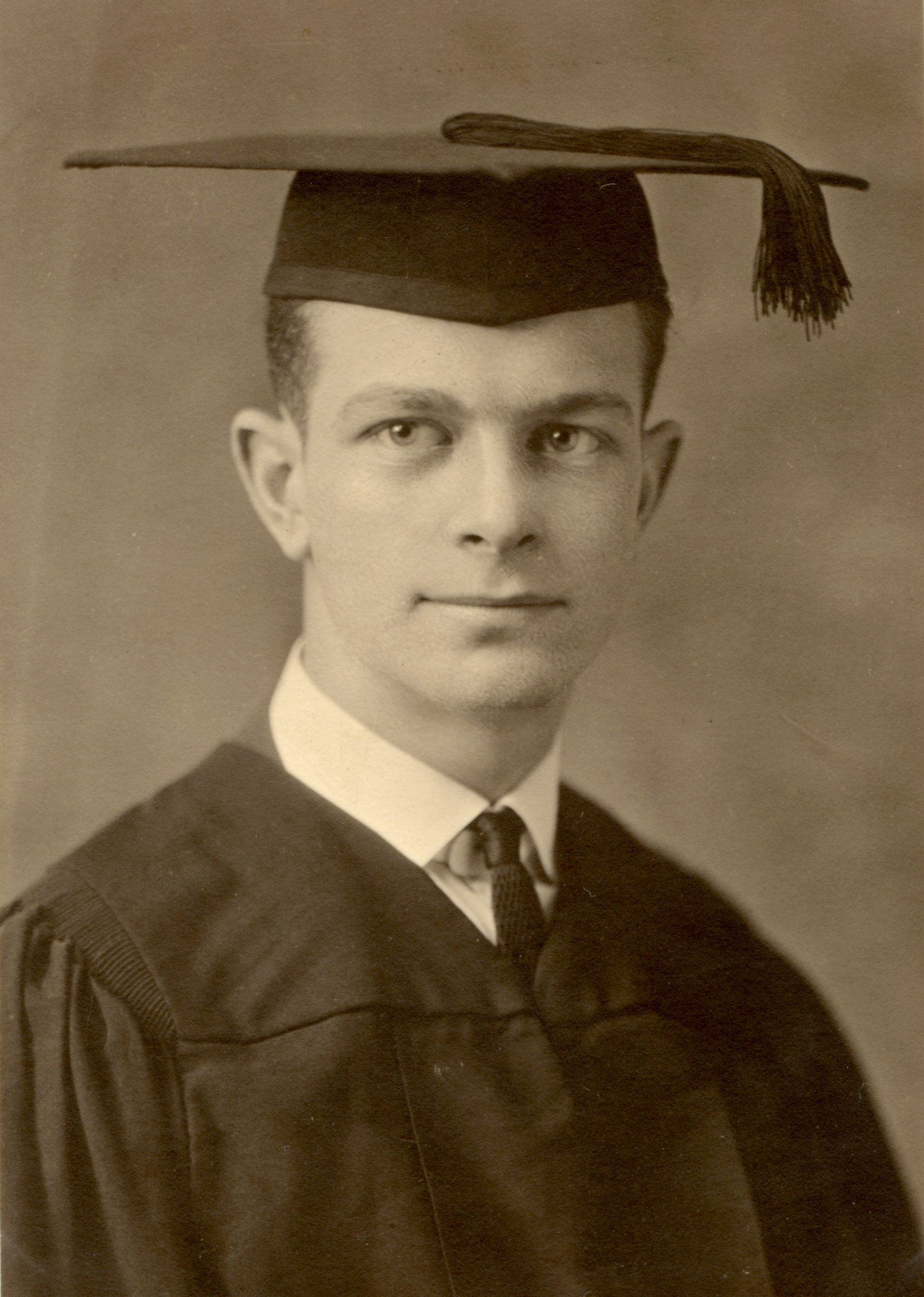
Полінг-випускник Стенфорда. 1922 р.

Народився в штаті Ореґон. Батько був аптекарем. Перебування в аптеці батька наблизило юнака до хімії та праці в лабораторії з хімічними сполуками.

### Навчання й одруження
Закінчивши Стенфордський університет, почав працювати в Орегонському сільськогосподарському коледжі. Виявив настільки глибокі знання в тогочасній хімії, що молодому Полінгу запропонували стати викладачем хімії. Серед його студентів на той час була й Ава Хеве Міллер. Обидва справили приємне враження один на одного й за рік по знайомстві побралися.

## Перебування в Європі
1926 року Полінг перебрався зі Сполучених Штатів в Західну Європу, де вдосконалював власні знання з хімії. Спілкувався в європейськими науковцями, серед яких були майбутні корифеї світової науки 20 століття — Нільс Бор, Арнольд Зоммерфельд, Ервін Шредінгер. Це збагатило досвід молодого науковця і методики його досліджень. Він жваво цікавився природою хімічних зв'язків і структурою молекул. На той час працював у галузі неорганічної хімії, особливо структури силікатів.
Наприкінці 1930-х років він оприлюднив книгу «The Nature of Chemical Bond and the Structure of Molecules and Crystals» (перше видання — 1939 року). Видання помітили, переклали на декілька мов. Значущість видання була настільки явною, що викладене Полінгом лягло в основу численних курсів неорганічної і органічної хімії. Був зроблений і переклад на російську М. Е. Дяткиною під редакцією Я. К. Сиркина, хоча авторську назву в СРСР скоротили.

## Фінансова підтримка Фонду Рокфелера
Лайнус Полінг, видання якого отримали всесвітнє визнання хіміків, почав користуватися фінансовою підтримкою Фонду Рокфелера. Це надало можливість перейти до досліджень в біохімії (Полінг почав вивчати комплексні молекули в живих істотах). Так він наблизився до вивчення проблем здоров'я людини, нормальної фізіології і навіть профілактики деяких захворювань. Вивчав молекули білків та їх структура.
Ще з 1922 року він працював в Каліфорнійському технологічному інституті, а з 1931 року — став там професором, а згодом і завідувачем кафедри хімії.

## У роки Другої світової війни
З початком Другої світової війни науковець був вимушений перейти до інших досліджень на користь військового протистояння США та Японії й нацистської Німеччини. Полінга призначено науковим консультантом при уряді Сполучених Штатів. Він брав участь у створенні палива для ракет у державній ракетній програмі флоту США й у синтезі деяких вибухових речовин. Мав непересічне значення його внесок в створення синтетичного замінника крові для швидкого рятування поранених з великою крововтратою.
Уряд США не проігнорував внеску Полінга — президент Гаррі Трумен винагородив його медаллю «За заслуги» після закінчення Другої світової війни.

## Вигнанець Полінг
На світогляд і наукові дослідження винятково обдарованого хіміка вплинули вибухи атомної зброї, які здійснили в серпні 1945-го Сполучені Штати в японських містах Хіросіма та Нагасакі. На думку Полінга, військової необхідності наносити удари по цим містам не було. Уряд США яскраво продемонстрував потенціал своєї військової могутність, перш за все, СРСР й ще непереможеній тоді остаточно Японії. Розпочалися дві нові епохи — доба Атомної зброї і трохи перегодом — «Холодна війна» з колишнім військовим союзником в особі СРСР, який сам активно підтримав холодну війну.
Полінг почав вивчати наслідки атомних вибухів і дійшов висновку, що небезпечні і сам вибух, і його наслідки через тривалі радіоактивні опади та ізотопи. Останні включались в харчові ланцюжки і питну воду, накопичувались в тканинах тварин і людей й обумовлювали розлади, хвороби і виникнення небезпечних генетичних змін у нащадках. Полінг швидко усвідомив початок катастрофічних наслідків неконтрольованого розповсюдження атомної зброї на планеті, тим паче в руках політиків-невігласів і у агресивних урядів.
Він не один був такий. Занепокоєння мали і Нільс Бор, і Альберт Ейнштейн, та інші науковці-провидці. Останні й створили Надзвичайний комітет науковців-ядерників, який очолив Альберт Ейнштейн. Висновки про небезпеку атомної зброї почали оприлюднювати і урядам, і світовій спільноті. У Сполучених Штатах цих науковців почали вважати не-патріотами, потім аутсайдерами. Радикально налаштованим вважали й Лайнуса Полінга, ігноруючи і його патріотичний внесок в роки війни, і його наукові досягнення, що сприяли престижу США як держави. 1946 року він увійшов до складу Надзвичайного комітету науковців і теж стає аутсайдером в країні. Ним гостро зацікавились спецслужби і перевіряли на причетність до комуністів. Полінгу заблокували виїзд за кордон Сполучених Штатів і відмовили у видачі закордонного паспорта, бо його миротворча діяльність була розцінена як антидержавна.
Але Полінг наполягав на отриманих ним власних результатах і разом із дружиною зібрав одинадцять тисяч (11 000) підписів науковців під протоколом протесту проти випробувань атомної зброї. 1958 року цей протокол Полінг передав в ООН. Полінгу не простили спротиву тогочасній політиці США і урізали фінансування його наукових досліджень. Але мала успіх і тривала, багаторічна роз'яснювальна позиція науковців і самого Полінга. Лише 1963 року була підписана міжнародна угода (США, Велика Британія, СРСР) про заборону випробувань ядерної зброї над землею. Ще 1954 року Полінг отримав Нобелівську премію з хімії за дослідження природи хімічних зв'язків. Тепер його номінували на отримання Нобелівської премії миру 1962 року за вагомий внесок у збереження миру.
У Сполучених Штатах не забули багаторічного протестувальника. У Каліфорнійському технологічному інституті його не вітали з отриманням другої нобелівської премії, а журнал «Life» навіть надрукував статтю, де цю премію назвали «образою» з боку Нобелівського комітету Норвегії. Тепер настала черга відповісти Полінгу, якого зробили вигнанцем. Полінг покинув Каліфорнійський технологічний інститут, де пропрацював сорок два роки. Він перебрався в Санта-Барбару, де працював професором у Центрі досліджень демократичних інститутів.

## Період 1950-1960-х рр
Полінга часто вважають найвидатнішим хіміком XX-го століття.[джерело?] Він почав використання квантової механіки у хімії (квантова механіка може, в принципі, описати всю хімію та молекулярну біологію), і в 1954 році був нагороджений Нобелівською премією з хімії за дослідження природи хімічних зв'язків. Він також зробив важливий внесок в кристалографію та визначення структури білків, та був одним із засновників молекулярної біології. Він близько підійшов до визначення структури «подвійної спіралі» ДНК 1953 року, хоча Джеймс Ватсон і Френсіс Крік випередили його. Полінг був дуже багатобічним ученим, який зробив вагомий внесок у таких галузях як неорганічна та органічна хімія, металургія, імунологія, анестезіологія, психологія, радіоактивний розпад та вплив радіації на людину, на додаток до основних робіт з квантової механіки і молекулярної біології.
Полінг отримав Нобелівську премію миру 1962 року за свою кампанію проти наземних ядерних випробувань, і був єдиною людиною, яка отримала дві неподілені Нобелівські премії — тобто жодна з його премій не була розділена з іншою особою, хоча по дві премії отримали ще кілька людей: Марія Кюрі (фізика і хімія), Джон Бардін (фізика) і Фредерик Санґер (хімія). Пізніше він активно просував ідею збільшення споживання вітаміну C та деяких інших необхідних речовин. Він узагальнив свої ідеї в концепції ортомолекулярної медицини, яка все ще вважається нетрадиційною з погляду більшості медиків. Він популяризував свої ідеї та дослідження в кількох успішних, але суперечливих книгах, які пояснюють його ідеї щодо використання вітаміну C й ортомолекулярної медицини.

## Наукові праці
- Pauling, L. The Nature of the Chemical Bond. Cornell University Press ISBN 0-8014-0333-2
  - Manuscript notes and typescripts (clear images) [Архівовано 14 лютого 2008 у Wayback Machine.]
- Pauling, L., and Wilson, E. B. Introduction to Quantum Mechanics with Applications to Chemistry (Dover Publications) ISBN 0-486-64871-0
- Pauling, L. Vitamin C, the Common Cold and the Flu (W.H. Freeman and Company) ISBN 0-7167-0360-2
- Cameron E. and Pauling, L. Cancer and Vitamin C: A Discussion of the Nature, Causes, Prevention, and Treatment of Cancer With Special Reference to the Value of Vitamin C (Camino Books) ISBN 0-940159-21-X
- Pauling, L. How to Live Longer and Feel Better (Avon Books) ISBN 0-380-70289-4
- Pauling, L. Linus Pauling On Peace — A Scientist Speaks Out on Humanism and World Survival (Rising Star Press) ISBN 0-933670-03-6
- Pauling, L. General Chemistry (Dover Publications) ISBN 0-486-65622-5
- A Lifelong Quest for Peace with Daisaku Ikeda
- Pauling, L. The Architecture of Molecules
- Pauling, L. No More War!
- Abram Hoffer and Pauling, L. Healing Cancer. Complementary Vitamin & Drug Treatments (CCNM Press Inc.)

## Інститут Лайнуса Полінга
В останні роки він працював в галузі так званої ортомолекулярної медицини (під ортомолекулярною він розумів нормальну, оздоровчу). З цією метою за сприяння науковця і був заснований Інститут ортомолекулярної медицини в Каліфорнії. Через деякий час інститут отримав нову назву — Науково-дослідний інститут науки і медицини імені Лайнуса Полінга.
Полінг помер 1994 року у віці 93 роки. Інститут науки і медицини переводять в Орегон. На базі Орегонського державного інституту він отримав назву Інститут Лайнуса Полінга. Кожні два роки інститут дає нагороди в 50 000 доларів (на 2007 рік) за дослідження в галузі оздоровчих відкриттів, лікування вітамінів і мінералів, дієтології тощо.

## Вшанування
- Ім'ям Полінга названо астероїд.
- В Орегоні існує Інститут Лайнуса Полінга, де зберігають рукописи науковця і роблять їх доступними для вивчення і аналізу.
- Півфігура хіміка в актовому залі ЛНУ ім. І. Франка, скульптор — Олександр Гав'юк.